# 4235 Tatishchev
4235 Tatishchev è un asteroide della fascia principale. Scoperto nel 1978, presenta un'orbita caratterizzata da un semiasse maggiore pari a 2,9844018 UA e da un'eccentricità di 0,0366269, inclinata di 1,22148° rispetto all'eclittica.
L'asteroide era stato inizialmente battezzato 4235 Tatishckev per poi essere corretto nella denominazione attuale.
L'asteroide è dedicato allo statista russo Vasilij Nikitič Tatiščev.